# Reallexikon der Medizin und ihrer Grenzgebiete
Das Reallexikon der Medizin und ihrer Grenzgebiete (kurz: Reallexikon der Medizin, ISBN 3-541-84000-5) ist ein 1966 bis 1977 im Verlag Urban & Schwarzenberg erschienenes sechsbändiges Medizin-Lexikon. Es erschien zunächst als Loseblattsammlung und umfasste rund 800 bis 1000 Seiten pro Plastikordner, insgesamt etwa 5100 Seiten. Das Werk hatte rund 220.000 Stichwörter, nach anderen Angaben 250.000. Herausgeber waren Heinz Walter und Günter Thiele; es waren rund 350 Fachautoren beteiligt.
Es erschien auch eine fünfbändige gebundene Ausgabe. Die Loseblattsammlung sollte ursprünglich laufend aktualisiert werden, was aber schon 1977 aufgegeben wurde. Die Herausgabe wurde 1977 eingestellt, nachdem der Verleger Heinz Urban einen finanziellen Fehlbetrag in Millionenhöhe feststellte.
Das Werk knüpft an die Medizinlexikon-Tradition des Verlags Urban & Schwarzenberg (mit den Nachfolge-Verlagen Urban & Fischer sowie Elsevier) an, die mit der Real-Encyclopädie der gesammten Heilkunde begann, die ab 1880 erschien und vier Auflagen und Ergänzungsbände bis in die 1930er Jahre umfasste.
Es erschien auch eine gekürzte Ausgabe (Handlexikon der Medizin, 4 Bände, Urban & Schwarzenberg, 1980, mit 2796 Seiten und rund 1200 Abbildungen).
Der Thesaurus wurde für das Roche Lexikon Medizin und das Hexal Taschenlexikon Medizin und einige andere Werke weiter verwendet.